# Lathropus chickcharnie
Lathropus chickcharnie – gatunek chrząszcza z rodziny Laemophloeidae.

## Taksonomia
Gatunek ten opisany został po raz pierwszy w 2010 roku przez Michaela C. Thomasa na łamach „Insecta Mundi”. Jako lokalizację typową wskazano Uncle Charlie’s
Blue Hole na wyspie Andros w archipelagu Bahamów. Epitet gatunkowy pochodzi od chickcharnie, leśnego stworzenia z lokalnych podań.

## Morfologia
Chrząszcz o ciele długości między 1 a 1,3 mm, podługowato-owalnym w zarysie. Na głowie i przedpleczu wyrastają rozdwojone szczecinki.
Głowa jest dwukrotnie szersza niż dłuższa, pomarańczowoceglasta z jaśniejszymi narządami gębowymi. Na jej powierzchni obecna jest bardzo gruba rzeźba. Ma lekko sklepione oczy oraz ku przodowi wyciągnięty i na szczycie wykrojony nadustek. Czułki mają nóżkę mniej więcej tak długą i szeroką jak trzonek, człony od trzeciego do ósmego kwadratowe i mniej więcej równych długości, człon dziesiąty jest krótszy niż jedenasty oraz człony dziewiąty i dziesiąty szersze i dłuższe od członów od trzeciego do ósmego.
Przedplecze jest pomarańczowoceglaste, o ⅓ szersze niż dłuższe, najszersze mniej więcej pośrodku, o zaokrąglonych i niewystających kątach przednich, niemal prostych i umiarkowanie wystających kątach tylnych oraz krawędzi tylnej szerszej od przedniej. Ma bardzo grubą rzeźbę w postaci zmarszczek i areolek oraz gęste, pozlewane punktowanie. Podłużne rowki na bokach przedplecza (linie sublateralne) są słabo zaznaczone, prawie zatarte, a zaokrąglone ząbki na jego bocznych krawędziach są słabo widoczne lub niemal niedostrzegalne. Pokrywy są około 1,6 raza dłuższe niż wspólnie szerokie, najszersze w pobliżu środka długości. Mają skórzastą mikrorzeźbę i wąsko rozpłaszczone obrzeżenia. Ubarwienie pokryw jest pomarańczowoceglaste z trzema ciemnymi przepaskami podłużnymi: jedną u podstawy, drugą w tylnych ⅔ i trzecią na samym wierzchołku.

## Ekologia i występowanie
Najliczniej chrząszcze te znajdowane są na okopconych, porośniętych grzybami drzewach liściastych. Osobniki dorosłe przylatują do sztucznych źródeł światła.
Owad neotropikalny, znany wyłącznie z Bahamów.